# Liga Colombiana de Fútbol Sala 2011-I
La Liga Argos Futsal Apertura 2011 fue la primera versión de la Liga Argos Futsal que inició el 19 de febrero y finalizó el 27 de junio. El campeón fue el Deportivo Lyon de la ciudad de Santiago de Cali, quienes vencieron al Uniautónoma F.C de Barranquilla en la final.

## Sistema de juego
Se jugó una primera fase con 12 equipos divididos en 3 grupos (A,B y C) de 4 equipos cada uno según la posición geográfica en un total de 6 fechas del 19 de febrero al 27 de junio de 2011. Los dos primeros de cada grupo clasificaron a la segunda fase y los dos mejores terceros para un total de 8 equipos clasificados.
Los equipos clasificados se dividieron en cuatro llaves, partidos de ida y vuelta, los ganadores pasaron a la semifinal y los ganadores de ésta a la final.

## Equipos participantes
| Equipo                | Departamento    | Ciudad        | Coliseo                      |
| Rionegro Águilas      | Antioquia       | Itagüí        | Coliseo Cubierto de Itagüí   |
| Cóndor F.C – Dalponte | Bogotá          | Bogotá        | PRD El Salitre               |
| Deportivo Sanpas      | Boyacá          | Tunja         | Coliseo Cubierto San Antonio |
| Deportivo Lyon        | Valle del Cauca | Cali          | Coliseo El Pueblo            |
| Deportivo Meta        | Meta            | Villavicencio | Coliseo Álvaro Mesa Amaya    |
| Real Bucaramanga      | Santander       | Bucaramanga   | Coliseo Bicentenario         |
| Atlético Huila        | Huila           | Neiva         | Álvaro Sánchez Silva         |
| Fundep                | Cundinamarca    | Madrid        | Coliseo Madrid               |
| Boca Bogotá           | Bogotá          | Bogotá        | PRD El Salitre               |
| Club Deportivo Lineal | Caldas          | Manizales     | Coliseo Jorge Arango Uribe   |
| Real Cartagena        | Bolívar         | Cartagena     | Northon Madrid               |
| Uniautónoma F.C       | Atlántico       | Barranquilla  | Coliseo Elías Chegwin        |

## Fase de grupos
Disputada del 19 de febrero al ? del 2011 en 6 jornadas.
|  | Clasificado a cuartos de final. |
|  | Clasificado como mejor tercero. |
|  | Eliminado.                      |

### Grupo A
| Pos. | Equipos               | PJ | PG | PE | PP | GF | GC | Dif. | Pts. |
| ---- | --------------------- | -- | -- | -- | -- | -- | -- | ---- | ---- |
| 1.   | Cóndor F.C – Dalponte | 6  | 5  | 0  | 1  | ?  | ?  | ?    | 15   |
| 2.   | Deportivo Meta        | 6  | 2  | 2  | 2  | ?  | ?  | ?    | 8    |
| 3.   | Deportivo Sanpas      | 6  | 2  | 1  | 3  | ?  | ?  | ?    | 7    |
| 4.   | Deportivo Fundep      | 6  | 1  | 1  | 4  | ?  | ?  | ?    | 4    |

| Deportivo Meta   | 7 - 3 | Deportivo Sanpas      | Coliseo Álvaro Mesa Amaya | 19 de febrero | 19:30 |  |
| Deportivo Fundep | 3 - 4 | Cóndor F.C – Dalponte | Coliseo Madrid            | 19 de febrero | 19:30 |  |

| Deportivo Sanpas      | 6 - 2 | Deportivo Fundep | Coliseo Cubierto San Antonio | 26 de febrero | 19:30 |  |
| Cóndor F.C – Dalponte | 2 - 1 | Deportivo Meta   | PRD El Salitre               | 26 de febrero | 19:30 |  |

| Deportivo Meta        | 4 - 5 | Fundep           | Coliseo Álvaro Mesa Amaya | 5 de marzo | 19:30 |  |
| Cóndor F.C – Dalponte | 3 - 2 | Deportivo Sanpas | PRD El Salitre            | 5 de marzo | 19:30 |  |

| Fundep           | 6 - 6 | Deportivo Meta        | Coliseo Madrid               | 12 de marzo | 19:30 |  |
| Deportivo Sanpas | 2 - 3 | Cóndor F.C – Dalponte | Coliseo Cubierto San Antonio | 12 de marzo | 19:30 |  |

| Fundep         | ? - ? | Deportivo Sanpas      | Coliseo Madrid            | 19 de marzo | 19:30 |  |
| Deportivo Meta | ? - ? | Cóndor F.C – Dalponte | Coliseo Álvaro Mesa Amaya | 19 de marzo | 11:00 |  |

| Deportivo Sanpas      | 6 - 6 | Deportivo Meta | Coliseo Cubierto San Antonio | 26 de marzo | 19:30 |  |
| Cóndor F.C – Dalponte | 4 - 1 | Fundep         | PRD El Salitre               | 26 de marzo | 19:30 |  |

### Grupo B
| Pos. | Equipos          | PJ | PG | PE | PP | GF | GC | Dif. | Pts. |
| ---- | ---------------- | -- | -- | -- | -- | -- | -- | ---- | ---- |
| 1.   | Deportivo Lyon   | 6  | 5  | 1  | 0  | ?  | ?  | ?    | 16   |
| 2.   | Atlético Huila   | 6  | 3  | 0  | 3  | ?  | ?  | ?    | 9    |
| 3.   | Deportivo Lineal | 6  | 1  | 2  | 3  | ?  | ?  | ?    | 5    |
| 4.   | Boca Bogotá      | 6  | 1  | 1  | 4  | ?  | ?  | ?    | 4    |

| Atlético Huila | 1 - 6 | Deportivo Lyon        | Coliseo Álvaro Sánchez Silva | 19 de febrero | ? |  |
| Boca Bogotá    | 5 - 5 | Club Deportivo Lineal | PRD El Salitre               | 19 de febrero | ? |  |

| Deportivo Lyon   | 9 - 2 | Boca Bogotá    | Coliseo El Pueblo          | 27 de febrero | 12:00 |  |
| Deportivo Lineal | 7 - 1 | Atlético Huila | Coliseo Jorge Arango Uribe | 27 de febrero | 12:00 |  |

| Atlético Huila        | 6 - 4 | Boca Bogotá    | Álvaro Sánchez Silva       | 6 de marzo | 11:30 |  |
| Club Deportivo Lineal | 4 - 4 | Deportivo Lyon | Coliseo Jorge Arango Uribe | 6 de marzo | 15:00 |  |

| Boca Bogotá    | 2 - 3 | Atlético Huila        | PRD El Salitre    | 12 de marzo | 19:00 |  |
| Deportivo Lyon | 4 - 2 | Club Deportivo Lineal | Coliseo El Pueblo | 13 de marzo | 12:00 |  |

| Boca Bogotá    | ? - ? | Deportivo Lyon        | PRD El Salitre       | 19 de marzo | 19:00 |  |
| Atlético Huila | ? - ? | Club Deportivo Lineal | Álvaro Sánchez Silva | 21 de marzo | 11:30 |  |

| Deportivo Lyon   | 6 - 5 | Atlético Huila | Coliseo El Pueblo          | 26 de marzo | 19:30 |  |
| Deportivo Lineal | 4 - 7 | Boca Bogotá    | Coliseo Jorge Arango Uribe | 26 de marzo | 19:30 |  |

### Grupo C
| Pos. | Equipos          | PJ | PG | PE | PP | GF | GC | Dif. | Pts. |
| ---- | ---------------- | -- | -- | -- | -- | -- | -- | ---- | ---- |
| 1.   | Rionegro Águilas | 6  | 5  | 0  | 1  | ?  | ?  | ?    | 15   |
| 2.   | Real Bucaramanga | 6  | 3  | 1  | 2  | ?  | ?  | ?    | 10   |
| 3.   | Uniautónoma F.C  | 6  | 3  | 0  | 3  | ?  | ?  | ?    | 9    |
| 4.   | Real Cartagena   | 6  | 0  | 1  | 5  | ?  | ?  |      | 1    |

| Real Bucaramanga | 4 - 3 | Uniautónoma F.C  | Coliseo de la Universidad Industrial de Santander | 19 de febrero | ?     |  |
| Real Cartagena   | 1 - 2 | Rionegro Águilas | Northon Madrid                                    | 23 de febrero | 19:30 |  |

| Rionegro Águilas | 4 - 1 | Real Bucaramanga | Coliseo Cubierto de Itagüí | 26 de febrero | 19:30 |  |
| Uniautónoma F.C  | 3 - 2 | Real Cartagena   | Coliseo Elías Chegwin      | 27 de febrero | 11:00 |  |

| Real Cartagena   | 1 - 1 | Real Bucaramanga | Northon Madrid             | 5 de marzo | 19:30 |  |
| Rionegro Águilas | 7 - 1 | Uniautónoma F.C  | Coliseo Cubierto de Itagüí | 5 de marzo | 19:30 |  |

| Real Bucaramanga | 7 - 4 | Real Cartagena   | Coliseo UIS           | 13 de marzo | 10:30 |  |
| Uniautónoma F.C  | 1 - 3 | Rionegro Águilas | Coliseo Elías Chegwin | 13 de marzo | 11:00 |  |

| Real Bucaramanga | ? - ? | Itagüí Ditaires | Coliseo UIS    | 20 de marzo | 10:30 |  |
| Real Cartagena   | ? - ? | Uniautónoma F.C | Northon Madrid | 19 de marzo | 19:30 |  |

| Rionegro Águilas | 3 - 0 | Real Cartagena   | Coliseo Cubierto de Itagüí | 26 de marzo | 19:30 |  |
| Uniautónoma F.C  | 6 - 0 | Real Bucaramanga | Coliseo Elías Chegwin      | 26 de marzo | 19:30 |  |

## Cuadro final
Los cuartos de final se jugaron con partidos de ida y vuelta, el equipo ganador en el partido global pasó a las semifinales, en caso de empate en el marcador final se jugaron 2 tiempos extras, en caso de persistencia en el empate se definiría con penales. 
Las semifinales se jugaron a partidos de ida y vuelta, en este caso no importó el marcador global sino que se tuvo en cuenta el número de victorias en esta instancia, en caso de empate en un partido de semifinal se jugó tiempos extras de dos minutos cada uno y en caso de persistir el empate se definiría con penales. En caso de empate el partido de desempate se jugaría en el mismo estadio del último partido 24 horas después éste, en caso de persistir el empate se realizaría una tanda de tiros penalti. Los equipos vencedores pasaron a la final.
La final se jugó al mejor de cinco juegos entre Deportivo Lyon de Cali y Uniautónoma de Barranquilla. El primer juego se llevó a cabo en Cali, luego se llevaron a cabo 2 juegos seguidos en Barranquilla. Debido a que para entonces ninguno de los equipos logró el mínimo de 3 victorias para quedar campeón se llevaron 2 últimos partidos en la Sultana del Valle.
|  | Cuartos de final          | Cuartos de final          | Cuartos de final          |                                         |                 | Semifinales              | Semifinales                             | Semifinales              |  |  | Final                     | Final                     | Final                     |
|  | 10 al 17 de abril de 2011 | 10 al 17 de abril de 2011 | 10 al 17 de abril de 2011 |                                         |                 | 14 al 21 de mayo de 2011 | 14 al 21 de mayo de 2011                | 14 al 21 de mayo de 2011 |  |  | 11 al 27 de junio de 2011 | 11 al 27 de junio de 2011 | 11 al 27 de junio de 2011 |
|  |                           |                           |                           |                                         |                 |                          |                                         |                          |  |  |                           |                           |                           |
|  | Uniautónoma F.C           | 6                         | 2                         |                                         |                 |                          |                                         |                          |  |  |                           |                           |                           |
|  | Cóndor F.C – Dalponte     | 3                         | 4                         |                                         |                 |                          |                                         |                          |  |  |                           |                           |                           |
|  | Cóndor F.C – Dalponte     | 3                         | 4                         |                                         | Uniautónoma F.C | 4                        | 1 (Partido de desempate:2) (Penales :4) |                          |  |  |                           |                           |                           |
|  |                           |                           |                           |                                         | Uniautónoma F.C | 4                        | 1 (Partido de desempate:2) (Penales :4) |                          |  |  |                           |                           |                           |
|  |                           | Rionegro Águilas          | 1                         | 4 (Partido de desempate:2) (Penales :1) |                 |                          |                                         |                          |  |  |                           |                           |                           |
|  | Rionegro Águilas          | Rionegro Águilas          | 1                         | 4 (Partido de desempate:2) (Penales :1) | 8               | 6                        |                                         |                          |  |  |                           |                           |                           |
|  | Rionegro Águilas          |                           |                           |                                         | 8               | 6                        |                                         |                          |  |  |                           |                           |                           |
|  | Deportivo Sanpas          | 3                         | 0                         |                                         |                 |                          |                                         |                          |  |  |                           |                           |                           |
|  |                           |                           |                           |                                         |                 |                          |                                         |                          |  |  | Uniautónoma F.C           |                           |                           |
|  |                           |                           | Deportivo Lyon            |                                         |                 |                          |                                         |                          |  |  |                           |                           |                           |
|  | Deportivo Meta            | 5                         | 4 (3)                     |                                         |                 |                          |                                         |                          |  |  |                           |                           |                           |
|  | Atlético Huila            | 3                         | 6 (1)                     |                                         |                 |                          |                                         |                          |  |  |                           |                           |                           |
|  | Atlético Huila            | 3                         | 6 (1)                     |                                         | Deportivo Meta  | 5 (2)                    | 1 (Partido de desempate:1)              |                          |  |  |                           |                           |                           |
|  |                           |                           |                           |                                         | Deportivo Meta  | 5 (2)                    | 1 (Partido de desempate:1)              |                          |  |  |                           |                           |                           |
|  |                           | Deportivo Lyon            | 5 (0)                     | 4 (Partido de desempate:2)              |                 |                          |                                         |                          |  |  |                           |                           |                           |
|  | Real Bucaramanga          | Deportivo Lyon            | 5 (0)                     | 4 (Partido de desempate:2)              | 2               | 0                        |                                         |                          |  |  |                           |                           |                           |
|  | Real Bucaramanga          |                           |                           |                                         | 2               | 0                        |                                         |                          |  |  |                           |                           |                           |
|  | Deportivo Lyon            | 0                         | 3                         |                                         |                 |                          |                                         |                          |  |  |                           |                           |                           |

## Final
Se disputó entre el 11 y el 27 de junio de 2011 al mejor de cinco partidos.
| 11 de junio de 2011 19:00 | Deportivo Lyon | 2 : 1   | Uniautónoma F.C | Coliseo El Pueblo, Santiago de Cali |                             |
|                           |                | Reporte |                 | Árbitro(s): Wilson Martínez         | Árbitro(s): Wilson Martínez |

| 18 de junio de 2011 19:30 | Uniautónoma F.C | 2 : 1   | Deportivo Lyon | Coliseo Elías Chegwin, Baranquilla |                              |
|                           | ?' ? · ?' ?     | Reporte | ?              | Árbitro(s): Francisco Correa       | Árbitro(s): Francisco Correa |

| 19 de junio de 2011 11:30 | Uniautónoma F.C | 2 : 1   | Deportivo Lyon | Coliseo Elías Chewing, Baranquilla |                              |
|                           | ?' ? · ?' ?     | Reporte | ?              | Árbitro(s): Francisco Correa       | Árbitro(s): Francisco Correa |

| 26 de junio de 2011 19:30 | Deportivo Lyon | 2 : 2 (2:0 en tiempo exta) | Uniautónoma F.C | Coliseo El Pueblo, Santiago de Cali |                             |
|                           |                | Reporte                    |                 | Árbitro(s): Alonso Calderón         | Árbitro(s): Alonso Calderón |

| 27 de junio de 2011 11:30 | Deportivo Lyon | 2 : 1   | Uniautónoma F.C | Coliseo El Pueblo, Santiago de Cali |                             |
|                           |                | Reporte |                 | Árbitro(s): Alonso Calderón         | Árbitro(s): Alonso Calderón |

| Colombia                             |
| Campeón Deportivo Lyon Primer título |